# Sutla
Il Sutla (in croato), o Sotla (in sloveno), è un fiume che, per la maggior parte del suo corso,  segna il confine tra la Slovenia e la Croazia. È tributario della Sava, la quale, a sua volta, è un affluente di destra del Danubio. È lungo 90 km ed ha un bacino idrografico di 581 km2.

## Idronimo
L'origine del nome del fiume è sconosciuta. Nell'antichità era probabilmente chiamato Santula o Sontula, ma anche questo non è del tutto affidabile. Da questo probabilmente si sviluppò il nome slavo del fiume Sotъla, seguito dal nome sloveno Sotla e dal nome croato Sutla. Nelle fonti scritte più antiche, il fiume è menzionato con vari nomi: Zotle (1016), Zotel (1130), Satel (1303), Zatel (1309), Zotla (1322, 1475), Zatl (1495).

## Panoramica
Il Sutla scorre attraverso i seguenti comuni:
- in Slovenia: Rogatec, Rogaška Slatina, Podčetrtek, Bistrica ob Sotli, Brežice
- in Croazia: Đurmanec, Hum na Sutli, Desinić, Zagorska Sela, Klanjec, Kraljevec na Sutli, Brdovec

Nella parte slovena del territorio lungo il corso del fiume si trova il Parco naturale di Kozje, che costituisce l'habitat di oltre 120 specie di uccelli e di circa 950 specie vegetali superiori..
I parametri idrologici del Sutla sono regolarmente monitorati in Croazia a Zelenjak.